# Lucrecia
Pour l’article homonyme, voir Lucrecia Martel.
Lucrecia (Lucrecia Pérez Sáez) est une chanteuse cubaine de musique populaire et de boléros
née à El Vedado, quartier de La Havane, qui a grandi à Guanabacoa et qui vit à Barcelone depuis 1993 . 
Elle a collaboré avec Celia Cruz, Chavela Vargas, Manzanita et Lluís Llach, entre autres artistes. 
Elle a participé à plusieurs films :
- Segunda piel (Seconde peau) (1999) de Gerardo Vera, titre Youkali.
- Ataque verbal (Attaque verbale) (1999) de Miguel Albaladejo (actrice)
- Balseros (2002), bande son documentaire primé de Carles Boch et Josep Maria Domènech.
- El gran gato' (Le gros chat) (2003) de Ventura Pons : Barca, cielo y ola, en hommage au rumbero Gato Perez.

Elle a été présentatrice du programme de télévision pour enfants Los Lunnis sur TVE 2. 
Elle a publié un livre pour enfants Besitos de chocolate. Cuentos de mi infancia (éditions El Aleph, 2006).

## Discographie
- Me debes un beso (Tu me dois un baiser), 1994
- Prohibido (Interdit), 1996
- Mis Boleros (Mes Boleros), 1996
- Pronósticos (Prévisions), 1997
- Cubáname ("Cubanise"-moi), 1999
- Agua (Eau), 2002
- Mira las luces (Regarde les lumières), 2006